# Herbert Söllner
Herbert Söllner (* 24. September 1935 in München) ist ein ehemaliger deutscher Eisschnellläufer.
Söllner, der Münchener Eislauf-Verein startete, nahm von 1953 bis 1966 meist an nationalen Wettbewerben teil. International siegte er im Jahr 1958 bei einem internationalen Wettbewerb in Davos über 500 m und belegte im Februar 1960 in Squaw Valley bei seiner einzigen Teilnahme an Olympischen Winterspielen den 20. Platz über 500 m. Er nahm an keiner Mehreuropameisterschaft und Mehrkampfweltmeisterschaft teil. Seine beste Platzierung bei deutschen Mehrkampfmeisterschaften erreichte er im Jahr 1955 mit dem vierten Platz.

## Persönliche Bestzeiten
| Disziplin | Zeit        | Datum            | Ort                    |
| --------- | ----------- | ---------------- | ---------------------- |
| 500 m     | 42,3 s      | 24. Februar 1960 | Squaw Valley           |
| 1000 m    | 1:30,9 min  | 20. Januar 1959  | Davos                  |
| 1500 m    | 2:28,8 min  | 13. Januar 1962  | Madonna di Campiglio   |
| 3000 m    | 5:36,2 min  | 20. Januar 1959  | Davos                  |
| 5000 m    | 9:56,9 min  | 14. Februar 1959 | Garmisch-Partenkirchen |
| 10.000 m  | 20:51,1 min | 23. Januar 1960  | Inzell                 |